# Hoher Grasberg
Der Hohe Grasberg ist ein 1783 m ü. NHN hoher Berg in der Soierngruppe im Karwendel in den Bayerischen Alpen.

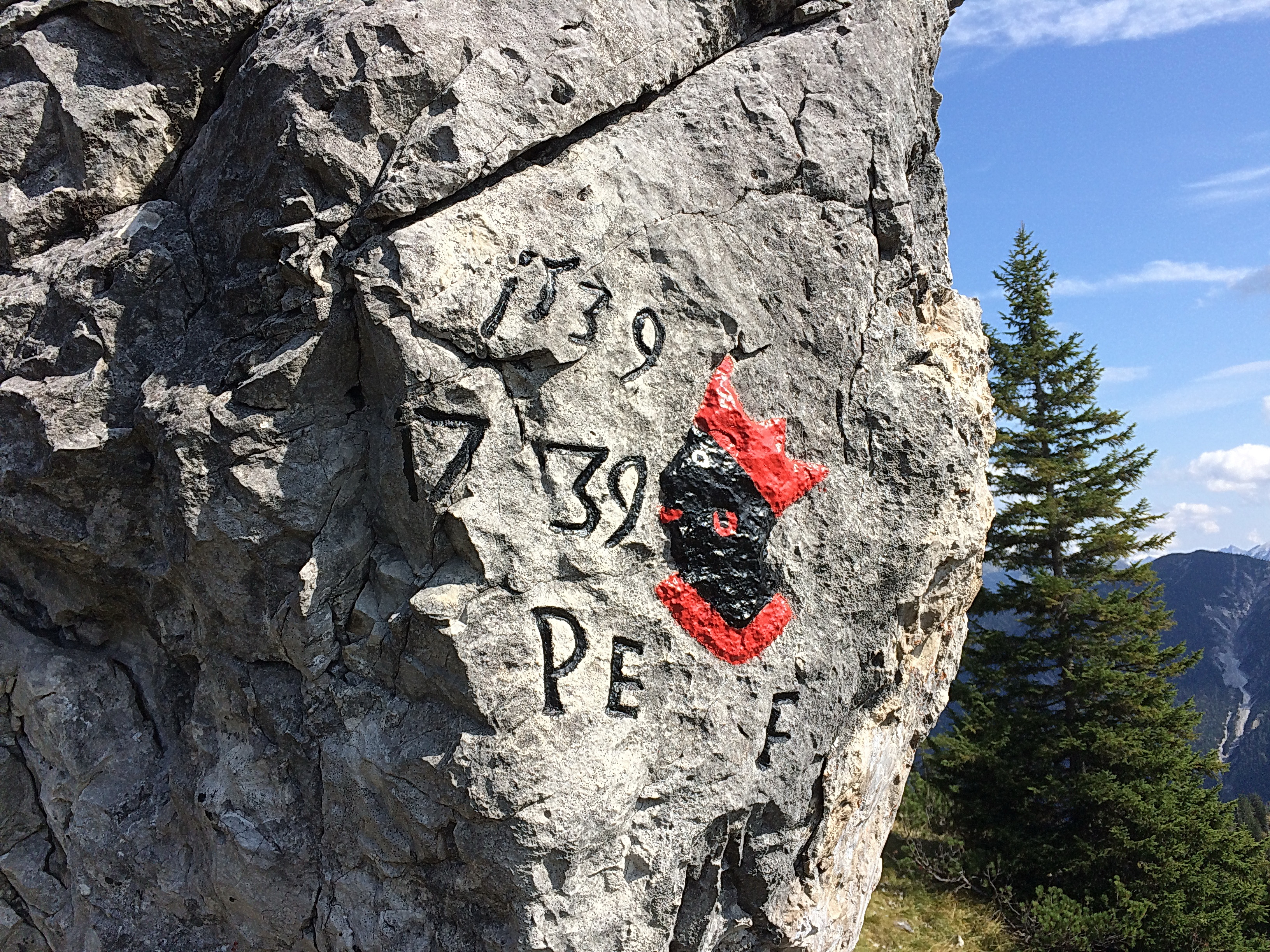
Felsmarch am Sockel des Hohen Grasbergs, markiert die historische Grenze zwischen dem Landgericht Tölz und der Grafschaft Werdenfels des Hochstifts Freising

Über den Gipfel verläuft die historische Grenze zwischen dem Landgericht Tölz und der Grafschaft Werdenfels des Hochstifts Freising. Die Grenze ist am Sockel des felsigen Gipfelaufbaus mit einem Felsmarch markiert. Es zeigt das Abbild des Freisinger Mohren und die Jahreszahlen 1539 und 1739 sowie die Buchstaben P, E und F, die für Philipp von der Pfalz Episcopus Frisingensis stehen.
Der Gipfel ist als einsame Bergtour von Wallgau (866 m ü. NHN) über die Fischbachalm (1402 m ü. NHN) oder von Vorderriß über die Grasbergalm zu erreichen.